# Tanjung Serian (Sungai Pinang)
Tanjung Serian is een bestuurslaag in het regentschap Ogan Ilir van de provincie Zuid-Sumatra, Indonesië. Tanjung Serian telt 888 inwoners (volkstelling 2010).